# Hermannia glanduligera
Hermannia glanduligera är en malvaväxtart som beskrevs av K. Schum och Schinz. Hermannia glanduligera ingår i släktet Hermannia och familjen malvaväxter. Inga underarter finns listade i Catalogue of Life.